# Rafael Amargo
Jesús Rafael García Hernández (Valderrubio, 1975), de nom artístic Rafael Amargo, és un ballarí i coreògraf de flamenc. Des de 2011 és també el director artístic de la Compañía Flamenca de Catalunya (CFCat) amb seu a Cornellà de Llobregat.

## Formació
Rafael Amargo té formació en flamenc i en dansa contemporània, aquesta darrera la va estudiar a l'escola de Martha Graham a Nova York.

## Carrera professional
El 1997 va crear la seva pròpia companyia de dansa, la Compañía Rafael Amargo, amb la qual va començar a coreografiar espectacles de flamenc. El 2002 va coreografiar Poeta a Nova York, on per primera vegada va introduir-hi altres gèneres de dansa, especialment la contemporània, i al que va afegir també per primer cop efectes audiovisuals a l'escenografia. En aquest espectacle va col·laborar amb els actors Marisa Paredes, Cayetana Guillén Cuervo i Joan Crosas, que anaven recitant poemes de Garcia Lorca. Va ser el començament del seu particular estil pel qual és conegut. L'any següent va fer, per encàrrec, una nova coreografia de El amor brujo de Manuel de Falla i l'altre va tornar al seu estil, amb una forta component audiovisual, a Enramblao. El 2005 va fer un pas endavant col·laborant amb Carlos Padrissa, director de La Fura dels Baus, per fer D.Q., un espectacle amb estètica de videojoc inspirada en el personatge de El Quixot.
El 2008 va coreografiar el musical Zorro, produït per Isabel Allende, dirigit per Chris Renshaw i que el 2011 encara està en cartell al Garrick Theater del West End de Londres. El 2011 és nomenat director artístic de la companyia nacional de ball flamenc de Catalunya, la Compañía Flamenca de Catalunya.
Compagina la seva carrera com a coreògraf i ballarí amb la de professor de flamenc.

## Estil
Les seves coreografies pretenen ser actuals i tradicionals alhora. Sempre tenen el flamenc com a referència, tot i ser, de vegades, molt properes a la dansa contemporània. De fet, investiga entorn de la dansa contemporània per a les seves coreografies. Defensa també el concepte de companyia de dansa i el vessant teatral i d'espectacle del flamenc. Admira al valencià Antonio Gades i li agrada ballar a tablaos de tant en tant.
Mira d'estar en contacte amb altres arts, en especial amb les arts visuals i plàstiques, i sovint ha col·laborat amb pintors (Luis Gordillo), escultors (Esperanza D'Ors) o fotògrafs (Bruce Weber, Christopher Makos).

## Espectacles

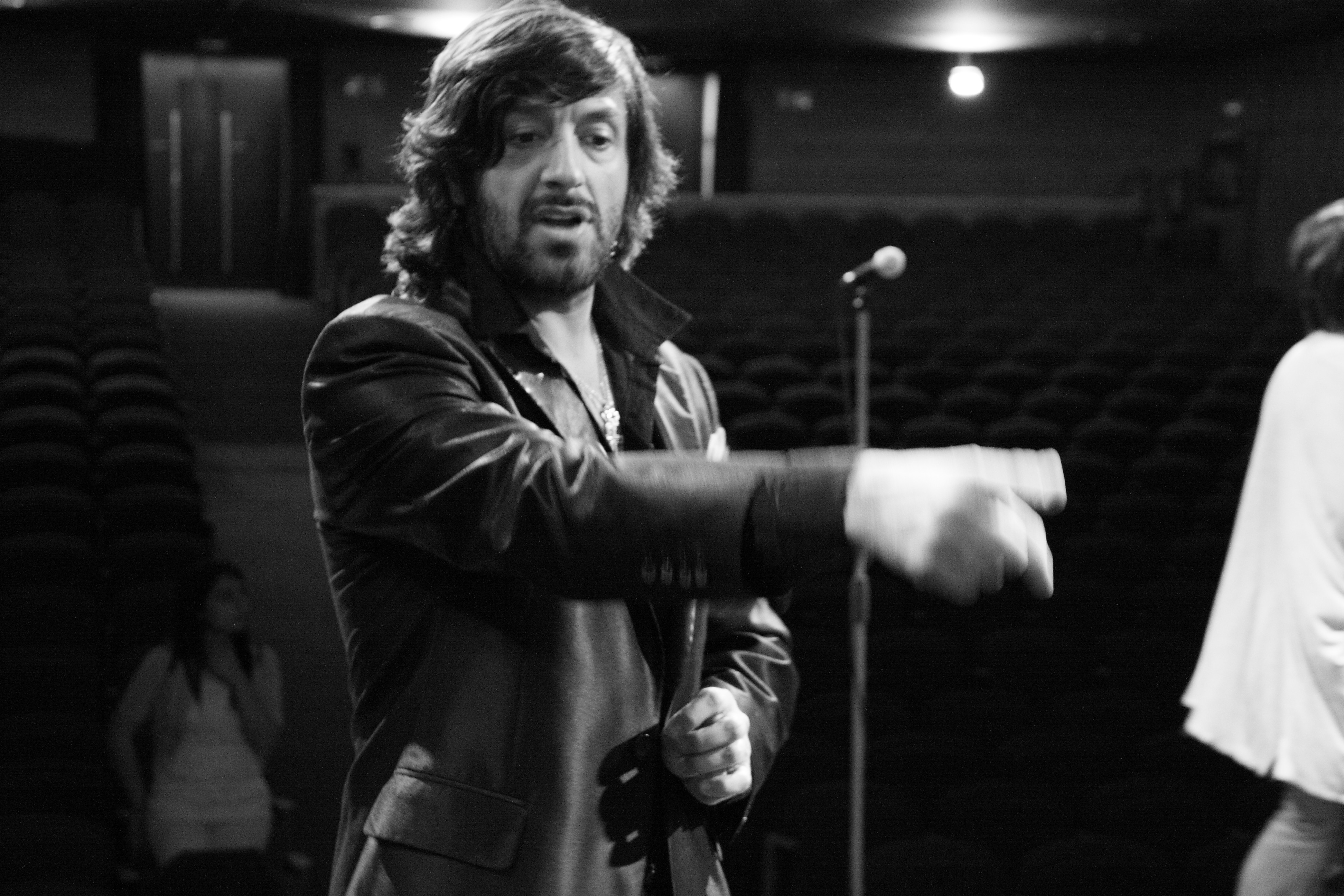
Rafael Amargo al backstage de l'espectacle Ópera y Flamenco (Barcelona, 2014)

- 2010: Solo y Amargo, estrenat al Teatre Principal de Maó
- 2010: Flamenco Flatland, espectacle de flamenc i bicicletes BMX
- 2009: La difícil sencillez, estrenat al Festival D'Estiu de Sagunt
- 2008: Enramblao 2, segona part d'Enramblao
- 2006: Tiempo Muerto
- 2005: D.Q. Pasajero en tránsito
- 2004: Enramblao, homenatge a la ciutat de Barcelona i el seu espectacle més representat
- 2003: El Amor Brujo (Gitanería 1915)
- 2002: Poeta en Nueva York, inspirat en poemes de Federico García Lorca
- 1999: Amargo
- 1997: La Garra y el Ángel

## Premis
- Patrimoni Espanyol, per la secció cordovesa del Consell Internacional de Dansa de la UNESCO
- 2008: Premi Quijote de la Danza, a Campo de Criptana
- 2004: Premi Max de les Arts Escèniques al Millor Intèrpret Masculí de Dansa, a El Amor Brujo
- 2003: Premi Max de les Arts Escèniques al Millor Intèrpret Masculí de Dansa, a Poeta en Nueva York
- 2003: Premi de l'Associació de professors de Dansa Espanyola (Espanya)
- 2002: Premi Max de les Arts Escèniques al Millor Intèrpret Masculí de Dansa, a Amargo
- 2002: Premi Max de les Arts Escèniques al Millor Espectacle de Dansa, a Amargo
- 2002: Premi Positano Léonide Massine de Dansa, com a ballarí i coreògraf (Itàlia)

## Curiositats
- Amargo pateix el trastorn per dèficit d'atenció amb hiperactivitat, TDAH.[1]
- És un dels pocs homes que ha posat nu per a la revista Interviú.[3]
- En 2006 va interpretar el personatge del "gran soldà" a la pel·lícula de Vicente Aranda Tirant lo Blanc, basada en el llibre homònim.